# Dzięcioły Bliższe
Dzięcioły Bliższe – wieś w Polsce położona w województwie mazowieckim, w powiecie sokołowskim, w gminie Sterdyń. Obok miejscowości przepływa rzeczka Buczynka, dopływ Bugu.
Na terenie wsi utworzono dwa sołectwa Dzięcioły Bliższe i Dzięcioły-Kolonia.
W latach 1975–1998 miejscowość administracyjnie należała do województwa siedleckiego.
Mieszkańcy wyznania rzymskokatolickiego należą do parafii św. Anny w Sterdyni.

## Części wsi
| SIMC    | Nazwa             | Rodzaj  |
| ------- | ----------------- | ------- |
| 0690329 | Dzięcioły-Kolonia | kolonia |

## Historia
W 1921 r. naliczono tu 46 budynków z przeznaczeniem mieszkalnym i 1 inny zamieszkały oraz 274. mieszkańców (134. mężczyzn i 140 kobiet). Narodowość polską zgłosiły 273 osoby, a 1. inną.